# Короткопера риба-качечка
Короткопера риба-качечка (Diplecogaster) — рід риб родини Присоскоперові (Gobiesocidae).

## Види
Рід налічує три види, серед яких два поширені у східній Атлантиці, а один — Diplecogaster megalops — у південній Атлантиці та західному Індійському океані.
- Diplecogaster bimaculata — Риба-качечка двоплямиста
- Diplecogaster ctenocrypta
- Diplecogaster megalops

Один вид — Риба-качечка двоплямиста — зустрічається також у Чорному морі.